# Некресский храм огня
Некресский храм огня (груз. ნეკრესის ცეცხლის ტაძარი) — археологический комплекс в восточной Грузии, в крае Кахетия, являющийся частью исторического памятника Некреси. Раскопанное здание, сохранившееся лишь фрагментарно на уровне фундамента, идентифицируется как зороастрийский храм огня, солнечный храм или манихейская святыня. Возведённый во II или III веке комплекс был разрушен в V веке. Объект внесён в список недвижимых памятников культуры национального значения Грузии.

## История
Некресский храм огня находится в низменных пахотных полях к югу от холма, на котором стоит раннесредневековый Некресский монастырь. Он был обнаружен в ходе археологической экспедиции Грузинского национального музея, работавшей в Некреси с 1984 по 1993 год, и идентифицирован открывшим его академиком Леваном Чилашвили как зороастрийский храм огня. В 2004 году другая исследовательская группа предположила, что храм был устроен в соответствии с летним и зимним солнцестояниями и таким образом мог включать в себя элементы солнечного поклонения. Другой учёный Гурам Кипиани сделал вывод, что пространственная организация здания несовместима с организацией храма огня, и предположил, что комплекс был фактическим манихейским храмом. Археологические артефакты, найденные на месте, ограничены фрагментами керамики II—IV веков; радиоуглеродный анализ следов угля с порога храма показал V век в качестве даты разрушения храма.

## Архитектура
Комплекс храма отмечен двумя этапами строительства: нижний слой представляет собой цокольный этаж и фундамент культового здания, датируемого периодом II—IV веков, которое, по-видимому, было намеренно снесено, а часть его строительных материалов повторно использована для строительства замка или укреплённого дворца. Оба слоя сложены из крупного щебня, связанного известковым раствором, дополненным использованием плоских кирпичей в верхнем слое.
Храм представляет собой в плане квадрат размером 50 на 50 метров. Его планировка была довольно сложна, с центральным почти квадратным зданием площадью 76 м², вокруг которого располагалось ещё четыре здания, выстроенных в крестообразном узоре, и каждый из которых заканчивался полукруглой апсидой, обращённой к центральному зданию. В юго-западном углу центрального здания находилось почти квадратное помещение, сделанное из глины, имевшее площадь в 4,5 м² и содержащее следы огня, из чего был сделан вывод, что здание было храмом огня. Все пять зданий вместе со связующими их коридорами и вспомогательными камерами были обнесены стеной. Доступ в любую из комнат комплекса был возможен через двери, прорезанные во внешних коридорах.